# Madame Scipion Cochet
'Madame Scipion Cochet' est un cultivar de rosier obtenu en 1869 et mis au commerce en 1872 par le rosiériste briard Scipion Cochet. Il est dédié à l'épouse de l'obtenteur. Il ne doit pas être confondu avec le rosier thé du même nom, obtenu par Alexandre Bernaix en 1886 aux fleurs roses nuancées d'abricot.

## Description
Cet hybride remontant présente des fleurs en bouquets de 7 cm de diamètre, très doubles d'un rose vif au liseré plus pâle sur le bord des pétales disposés en rosettes chiffonnés. Elles sont odorantes. Son buisson aux branches vigoureuses, que l'on doit arquer pour favoriser la floraison, peut atteindre de 120 à 200 cm ; il possède un feuillage vert foncé mat. Sa zone de rusticité est de 6b à 9b ; il résiste donc aux hivers froids.
Ce rosier est résistant aux maladies. Il est encore présent dans quelques catalogues.
Ce rosier est issu d'un semis 'Comtesse de Labarthe' (Bernède, 1857).

## Distinction
- Médaille d'or du département de Seine-et-Marne en 1869[1].